# جزيرة المساعدة
قرية جزيرة المساعدة هي إحدى القرى التابعة لمركز الواسطى في محافظة بني سويف في جمهورية مصر العربية. حسب إحصاءات سنة 2006، بلغ إجمالي السكان في جزيرة المساعدة 15152 نسمة، منهم 7805 رجل و7347 امرأة.